# Grande-Bretagne aux Jeux paralympiques d'hiver de 2002
La Grande-Bretagne participe aux Jeux paralympiques d'hiver de 2002 à Salt Lake City. Elle n’y remporte aucune médaille, se situant à la vingt-troisième place des nations au tableau des médailles. La délégation britannique regroupe deux sportifs.